# Kufic

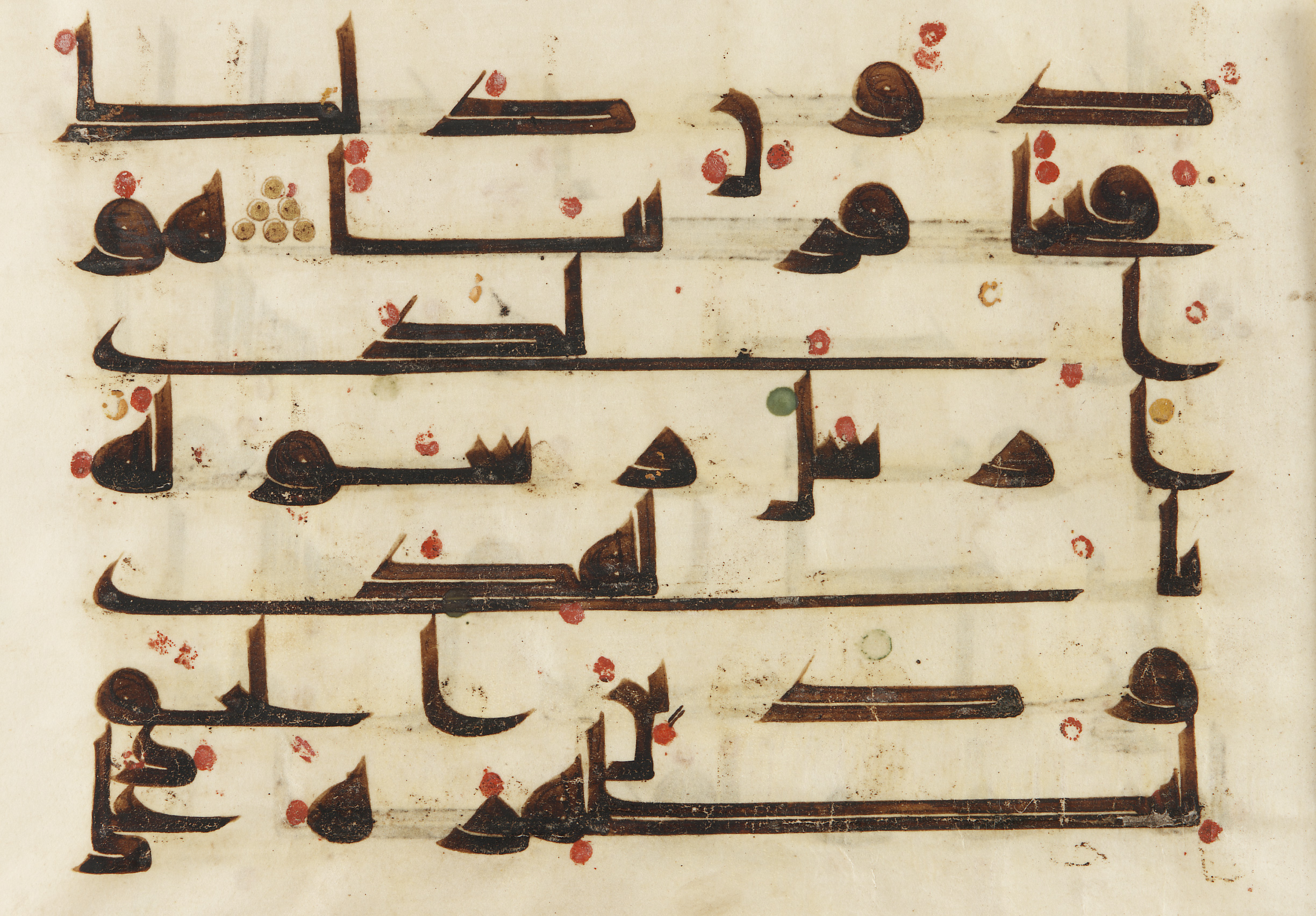
Stilul Kufic, secolele VIII sau IX (Sura 48: 27–28) Coran.

Kufic (كوفي) este cea mai veche formă de caligrafie a diverselor scrieri arabe și constă într-o formă modificată a vechiului script Nabataean. Kufic s-a dezvoltat la sfârșitul secolului al VII-lea în Kufa, Irak, loc de unde a preluat și numele.

## Istorie
Cea mai timpurie caligrafie arabă a împărtășit forma geometrică a artelor islamice. Kufic, o scriere formată din linii drepte și unghiuri, era un stil curat, geometric, cu un ritm foarte vizibil și o deformare pe liniile orizontale. Acesta este încă folosit în regiunile islamice, deși a suferit o serie de modificări și, prezintă adesea variații regionale. Diferența dintre stilul Kufic folosit în Peninsula Arabică și cel folosit în statele din Africa de Nord este foarte vizibilă. Uneori, vocalele erau notate ca puncte roșii; consonanele se deosebeau prin linii mici pentru a face textele mai ușor de citit. O serie de volume scrise ale Coranului scrise în acest stil au fost găsite în moscheea de la Kairouan, în Tunisia. De asemenea, scrierea Kufic apare și pe monede antice. 
Cu toate acestea, scrierea kufică pare să fi fost dezvoltată în scopuri religioase și oficiale. Numele înseamnă "scrierea lui Kufa", un oraș islamic înființat în Mesopotamia în 638 Î.H., dar conexiunea reală între oraș și scriere nu este clară. Stilul Kufic este mai mult sau mai puțin o scriere de forma pătrată și unghiulară. Copiștii profesioniști au folosit o formă specială pentru reproducerea copiilor timpurii ale Coranului care au supraviețuit. Acestea sunt scrise pe pergament și datează din secolul al VIII-lea până în secolul al X-lea. Ele sunt în mare parte lunguiețe, spre deosebire de codice (adică, manuscrise). Stilul kufic a ieșit din uz în jurul secolului al XI-lea, deși a continuat să fie folosit ca element decorativ în contrast cu acele scrieri care l-au înlocuit. 
Numele orașului Kufa (un centru religios care a fost creat după mult timp),a fost dat celei mai vechi forma de scriere clasice arabe, direct din perioada nabataeană. În ciuda diversității evoluției sale, numele de kufic a rămas neschimbat. Acest stil - considerat sacru pentru că este primul stil cu care s-au copiat surele - este simplu, geometric și făcut cu mare seriozitate. Singura scriere kufică de mare interes este cea originală, trasată în mod spontan cu qalamul, cea de o frumusețe naturală (alte variante: kufic pătrat, floral, etc, care sunt la bază litere desenate ce formează o artă decorativă omniprezentă, în special în arhitectura). În secolul al XIX-lea coexistă două stiluri diferite, unul în Africa de Nord care a acentuat literele, rotunjindu-le, până la nașterea stilului maghrebi, altul la Bagdad și Persia ce a evoluat spre forme mai înguste și clare.

## Particularități
Prima scriere caligrafică care devine importantă în Coran, arhitectură și opere de artă portabile a fost cea kufică, care conține litere cu colțuri ascuțite, cu format orizontal, liniile fiind groase si alungite. În cele din urmă au apărut variații ale stilului kufic. Exemplele variază de la litere împletite cu ornamente florale (kūfic decorat cu model floral) la litere care par să fie încrucișate în noduri (kufic împletit / înnodat). 
Un mare număr de sisteme caligrafice distincte se dezvoltă în toată lumea musulmană; sistemul kufic (adjectiv format de la numele orașului Kufa) este probabil cel mai răspândit în lumea arabă, cel mai utilizat pentru textele în limba arabă. Literele arabe sunt asemuite unor forme umane: o literă seamănă cu un om care se roagă, altele reproduc forma buzelor, a ochiului sau a sprâncenelor iubitei; o literă ce seamănă cu gura trebuie să fie mică, pentru că la femei gura mică este apreciată. Unele litere sunt ,,fierbinți”, altele sunt ,,reci” sau ,,umede”. Alteori - la mistici, de exemplu -, interpretarea semnificației literelor este și mai abstractă. Schimmel arată că o combinatie a literelor l și a (numită în arabă lam’alif), care notează, printre altele, și negația, are o mare importanță în tradiția mistică: forma literei poate fi interpretată, de exemplu, ca o expresie a ruperii legăturii cu orice altceva în afara divinității. 
Până în secolul al X-lea, se folosesc linii groase și înghesuite, cu linii orizontale (deseori foarte alungite) și linii verticale legate prin colțuri curbate, iar terminațiile liniilor se întrerup brusc în întregime. Aproape nici o literă nu coboară sub linie.Vocalele sunt indicate prin puncte  roșii, iar semnele diacritice printr-o linie opus verisunii orientale de la care s-a plecat. În continuare, liniile în creștere sunt evidențiate prin corpuri de litere înscrise în romburi sau triunghiuri, iar diagonalele sunt strategic calculate. Copiștii utilizează pe deplin capabilitățile de geometrizare ale qalamului, în timp ce pagina este realizată într-un mod diafan și sofisticat. 
Scrierea este unghiulară, cu contururi bine definite și tinde să se realizeze sub formă de segmente geometrice. De exemplu, litera mim are forma unui cerc, iar litera nun cea a unui semicerc.La începutul utilizării, stilul kufic nu folosea diacritice, ceea ce face dificilă citirea, deoarece unele litere sunt confuze.

## Folosire ornamentală
Kufic era utilizat în mod predominant în manuscrisele din secolele VII-XIX. Până în jurul secolului al XI-lea a fost principalul stil de caligrafie folosit pentru a copia Coranul.Copiștii profesioniști au folosit o formă specială a stilului kufic pentru reproducerea celor mai vechi copii supraviețuitoare ale Coranului, care au fost scrise pe pergament și datează din secolele VIII-X.
Formele îngroșate ale stilului Kufic arhaic ies în evidență atunci când sunt gravate pe pergament și pe papirus. Și stilul kufic geometric este folosit pentru acoperirea cu faianță în formă de mozaic. Stilurile Kufic se îmbină perfect cu împrejurările complexe și au rămas populare în inscripția arhitecturală mult timp după ce au fost înlocuite pe hârtie. 
Inscripțiile decorate cu stilul Kufic și ornamentele din stuc au atins un standard înalt datorită motivelor lor frumoase, distribuția echilibrată și modelele variate. Acestea erau cele mai dezvoltate în nișele de tip mirhab și formau borduri pentru arcade și ferestre. Arta egipteană nu se limita doar la decorarea stucului; de asemenea, a excelat în arta sculpturii în lemn. Ușile minbarului și grinzile de lemn au fost dovada vie a măiestriei din acea perioadă.
Stilul Maghrebi și varianta lui andaluză au devenit versiuni mai puțin rigide ale stilului Kufic, având mai multe curbe. Pentru scrierea Coranelor și a altor documente, Kufic a fost în cele din urmă înlocuit de scrierile cursive, vozalizate. Acest stil a rămas în uz în scopuri decorative, precum: "Kufic înflorit", literele geometrice subțiri erau asociate cu elemente vegetale stilizate. În "Kufic Geometric", literele sunt așezate în modele geometrice complexe, bidimensionale (de exemplu, umplerea unui pătrat), vizând mai degrabă decorul decât lizibilitatea.

## Legături externe
- Square Kufic lectures: alphabet (stylized), examples, square designs
- Kufic manuscript alphabet
- On The Origins Of The Kufic Script
- Kufic Script
- Square Kufic Script
- Square Kufic
- Square Kufic explained